# Primula farinifolia
Primula farinifolia är en viveväxtart som beskrevs av Franz Josef Ivanovich Ruprecht. Primula farinifolia ingår i släktet vivor, och familjen viveväxter. Inga underarter finns listade i Catalogue of Life.